# I Feed You My Love
I Feed You My Love är en låt med den norska sångerskan Margaret Berger. Låten är skriven av Karin Park och MachoPsycho.

## Eurovision
Den 9 februari 2013 vann Berger Norsk Melodi Grand Prix 2013 med låten. Hon fick därmed representera Norge i Eurovision Song Contest 2013 i Malmö.